# Carlos Estêvão
Carlos Estêvão de Souza (Recife, 16 de setembro de 1921 - Belo Horizonte, 14 de julho de 1972) foi um chargista, ilustrador e caricaturista brasileiro.

## Biografia
Filho de Estêvão Pires de Souza e Maria Salomé de Souza, descendentes de portugueses que se instalaram na Paraíba e em Pernambuco. Teve a maior parte de sua obra publicada na Revista O Cruzeiro, do fim da década de 40 até sua morte. A revista foi uma das mais importantes publicações brasileiras, e durou quase 50 anos. A primeira edição foi em 1928 e a última em 1975.  Partilhou fama na revista ao lado de vários expoentes, como Millôr Fernandes (Vão Gogo) e Péricles, criador d'O Amigo da Onça, de quem foi o continuador dos cartoons.
Nunca teve aulas de desenho ou pintura. Na Secretaria de Agricultura, Indústria e Comércio, fez seus primeiros trabalhos como desenhista da seção de arquitetura. Ao servir ao Exército, interrompeu o trabalho. Ao dar baixa, ingressou nos Diários Associados, em 1948, onde, com textos de Vão Gogo, desenha a tira do contador de histórias Ignorabus, o contador de histórias. Em seguida, passa para a revista O Cruzeiro, onde fez caricaturas, ilustrações, página de charges com seu nome e séries. As aparências enganam, Perguntas inocentes, As duas faces do homem, Palavras que consolam, Acredite querendo eram criações de primeira.
Chegou a editar a revista do Dr. Macarra, que resistiu durante nove números. Faleceu em 1972.